# مولود عاشور
مولود عاشور (19 مارس 1944-24 ديسمبر 2020) كاتب وأستاذ وصحفي جزائري، ولد بقرية تيميزارت بولاية تزي وزو، تخرج من المدرسة العليا للأساتذة في الأدب الفرنسي، عمل صحفيًا بجريدة المجاهد وأسبوعية ألجيري ايبدو (بالفرنسية: Algérie hebdo)، ومن ثم إنتقل للعمل في مؤسسة التلفزيون الوطني وفي قطاعي الثقافة والاتصال، حيث شغل منصب عضو ثم رئيس المجلس التنفيذي للمؤسسة العامة للتلفزيون، وشغل منصب مدير تحرير مطبوعات دار القصبة للنشر والتوزيع بالجزائر العاصمة، وكان مسؤولاً عن الإشراف على الكتب المنشورة في الجزائر في 2003. وفي 2016 عُين مولود عاشور على رأس لجنة تحكيم جائزة الرئيس للصحفي المحترف.
صدر له عدة أعمال ادبية، حيث نشر أول مجموعة قصصية في عام 1971 بعنوان «الناجي» (survivant)، بعدها بعامين نشر مجموعة قصصية أخرى بعنوان «عباد الشمس» (بالفرنسية: Héliotropes)، وفي 1976 أصدر رواية «آخر موسم للعنب»، تلتها رواية أخرى بعنوان «الأيام الصعبة» Jours de tourmente، ثم «خريف في الشمس» في 2016.
توفي في 24 ديسمبر 2020 عن عمر يناهز 76 عامًا.

## مؤلفات
- رواية ريح الشمال، باللغة الفرنسية.
- «الناجي» (survivant)، مجموعة قصصية، 1971
- «عباد الشمس» (بالفرنسية: Héliotropes)، 1973.
- آخر موسم العنب، 1976.
- «الأيام الصعبة» Jours de tourmente.
- خريف في الشمس، 2016.